# Ceriopora balavoinei
Genre
Espèce
Ceriopora balavoinei est une espèce éteinte de bryozoaires (appelés maintenant Ectoprocta). Elle est rattachée à la famille des Cerioporidae et à l'ordre des Cyclostomatida.

## Description
C'est une espèce éteinte de bryozoaire, qui forme des colonies de forme arrondie et globulaire. À l'intérieur, il est composé de fines tubes disposés radialement appelés tubes de zooeciales, dont les ouvertures sont toutes du même diamètre (monomorphe).
Il a été décrit comme une éponge sous le nom de Chaetetes pomiformis, cependant, redécouvrant et réexameninant l'holotype et les paratypes de ce fossile, il a révélé qu'il n'était pas une éponge, mais un bryozoaire appartenant à un grand genre éteint Ceriopora. Il ne fait partie d'un seule espèce, mais il y a aussi trois espèces du même genre: Ceriopora balavoinei, Ceriopora tumulifera  et Ceriopora hardouini.

## Habitat et répartition
Il a vécu au Miocène, étant l'une des dernières espèces de son genre, il était apparu au cours du Permien, de sorte qu'en son temps, il était un « fossile vivant ». Il a vécu dans les mers profondes. C'était un animal fixe, qui se nourrissait en filtrant les particules en suspension dans l'eau. Ses fossiles ont été trouvés en France dans les faluns.